# Qu'en restera-t-il ?
Qu'en restera-t-il? est le deuxième album studio du chanteur français Tim Dup sortie le 10 janvier 2020. 
L'album est arrangé en trio avec Pavane et Renaud Letang, où il continue d’assembler pensées poétiques et arrangements électro,. Pour France Info, l'artiste a « développé une conscience poétique, sociale et environnementale qui s'exprime à plein dans ce disque ». Le disque forme une « somme de douceurs électro contemplatives » pour Ouest-France.

## Liste des titres
| No  | Titre                            | Durée |
| --- | -------------------------------- | ----- |
| 1.  | Après eux                        | 2:51  |
| 2.  | Le visage de la nuit             | 3:15  |
| 3.  | Une autre histoire d'amour       | 4:12  |
| 4.  | L'aventure                       | 3:44  |
| 5.  | Songes                           | 2:24  |
| 6.  | Place espoir                     | 4:04  |
| 7.  | Porte du Soleil (avec Gaël Faye) | 3:32  |
| 8.  | Rhum coca                        | 3:29  |
| 9.  | Refuge                           | 3:09  |
| 10. | Je te laisse                     | 4:24  |
| 11. | Pertusato                        | 3:03  |
| 12. | Qu'en restera-t-il ?             | 3:19  |
| 13. | Vendredi soir                    | 2:41  |